# Honam
Honam (Hán Việt: "Hồ Nam") là khu vực tương ứng với đạo Jeolla trước đây tại bán đảo Triều Tiên. Ngày nay, thuật ngữ này được sử dụng để đề cập đến tỉnh Jeolla Bắc và Jeolla Nam.
Tên gọi "Honam" được dùng để đặt cho Đường sắt Honam và đường cao tốc Honam, là hành lang giao thông chính kết nối Seoul và Daejeon to đến khu vực Honam.
Tên gọi này cũng thường được dùng để đề cập đến người dân sinh sống tại khu vực.
Cũng có Đại học Honam, nằm tại Gwangju, tỉnh lị của Jeolla Nam.